# هاري بريتشارد
هاري بريتشارد (بالإنجليزية: Harry Pritchard)‏ هو لاعب كرة قدم بريطاني في مركز نصف الجناح، ولد في 14 سبتمبر 1992 في هاي ويكومب في المملكة المتحدة. لعب مع نادي بلاكبول.